# Moy, Skottland
Moy är en by i Highland i Skottland. Byn är belägen 14 km 
från Inverness. Orten har 120 invånare (2011).